# Янина (каменноугольная шахта)

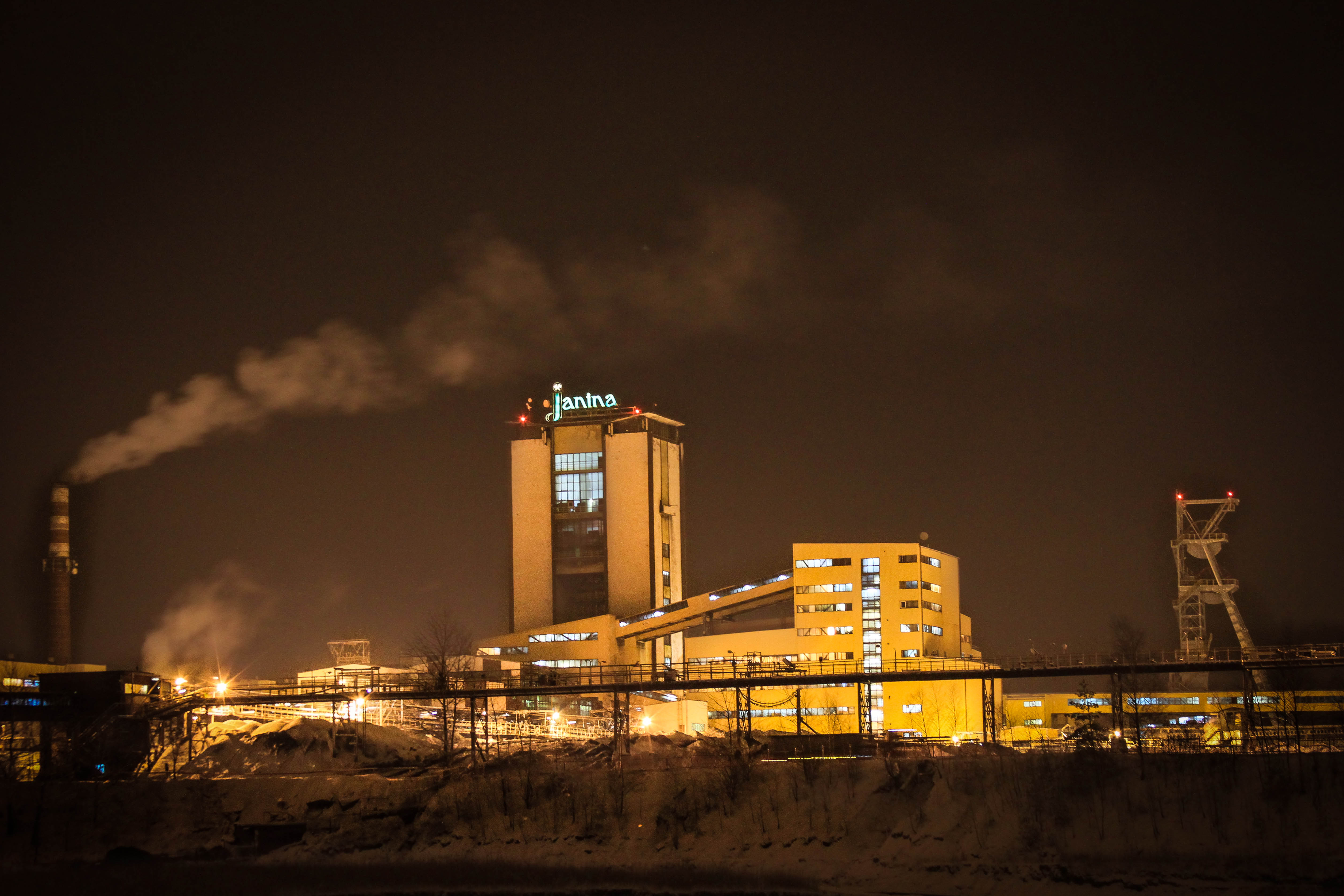
Шахта «Янина», 2013 г.

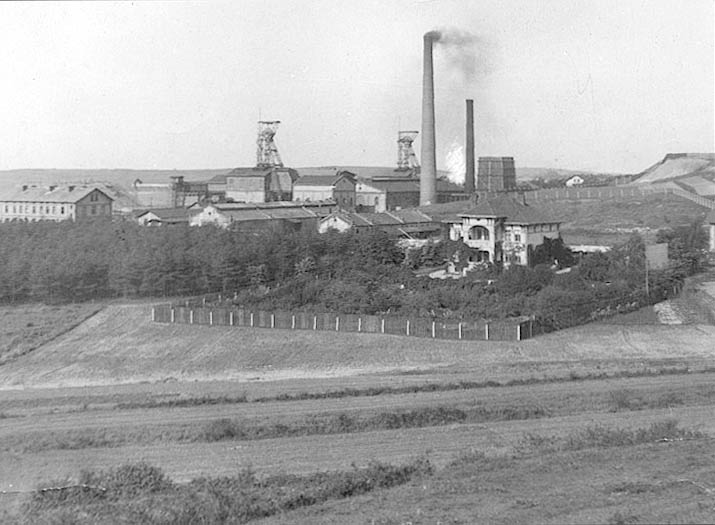
Шахта «Янина», фотография 1930 года

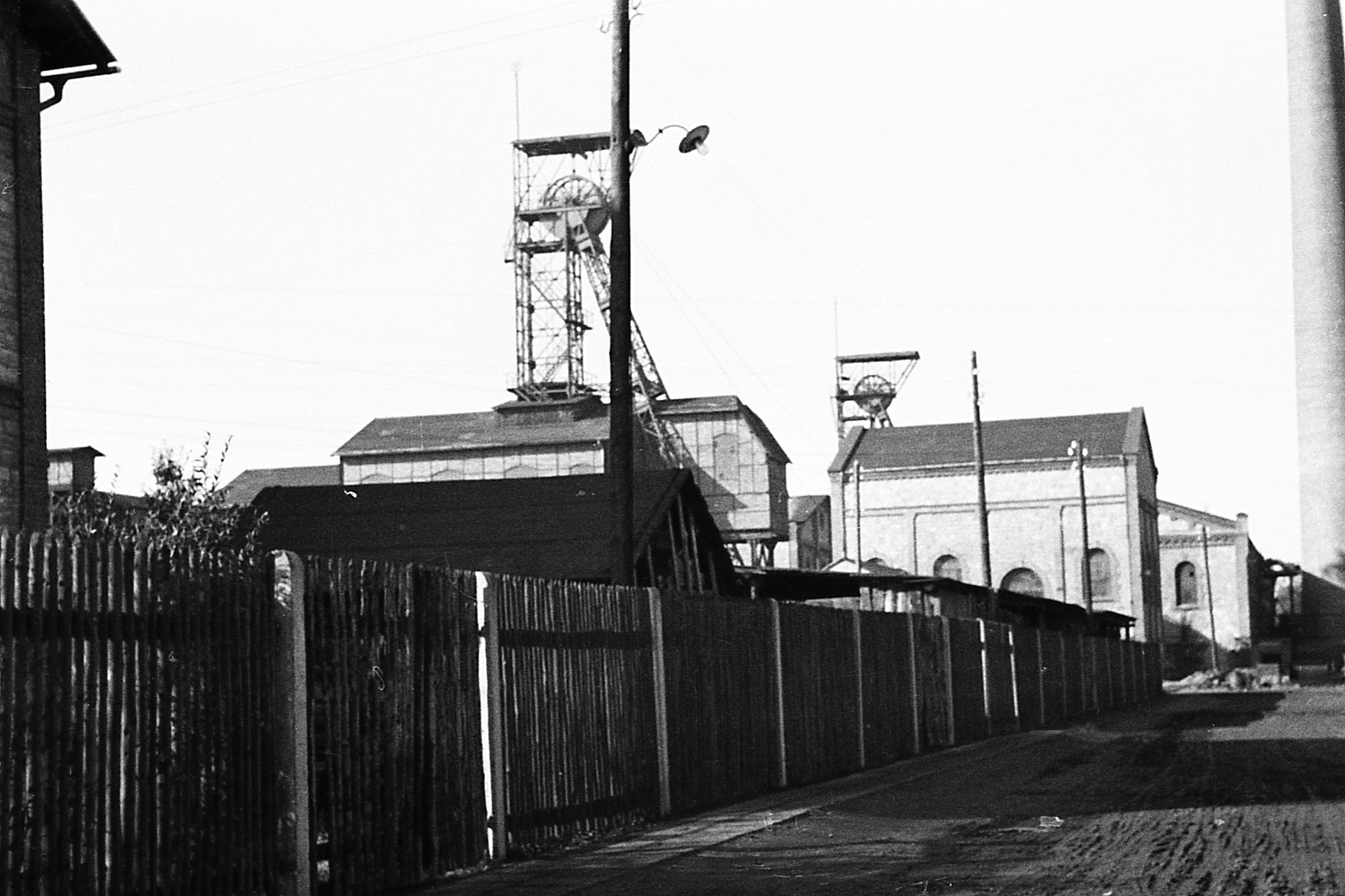
Шахта «Янина», фотография ок. 1938 года

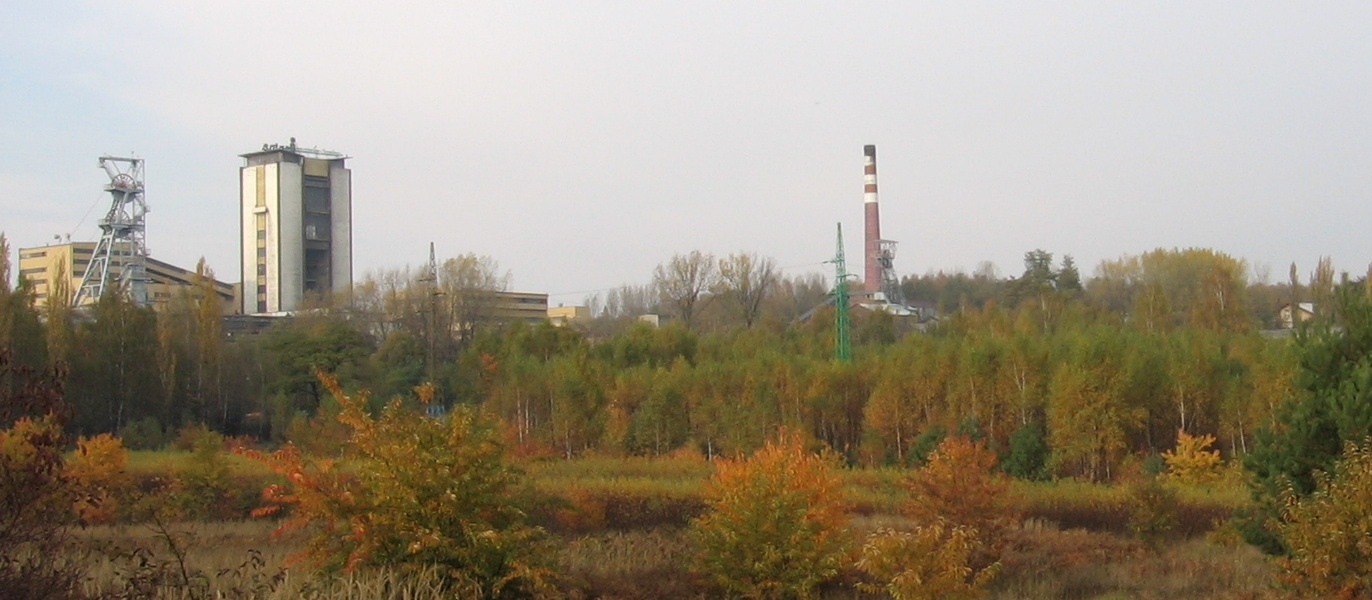
Шахта «Янина», фотография 2006 года

Каменноугольная шахта «Янина» (пол. Kopalnia Węgla Kamiennego Janina) — предприятие в Либёнже, одно из двух угольных месторождений в Малопольском воеводстве (Польша). Шахта действует от 1907 года. Своё название получила, возможно, от имени жены или дочери первого владельца шахты — Алексиса Барте (Alexis Bartet). Эту легенду опровергает однако его внук — Бернард Барте. Шахта «Янина» принадлежала Галисийской компании шахт (Compagnie Galicienne de Mines).

## История
Шахта основана в 1907 году французским предприятием Галисийская компания шахт. Первым французским директором шахты был Алексис Барте. В 1920—1939 годах польским представителем компании был директор Зигмунд Франциск Щотковский, а его заместителем по техническим делам, то есть управляющим шахты, был инженер Юзеф Литвинишин, который был отцом профессора Ежи Литвинишина. После начала Второй мировой войны оккупационная власть приказала ему установить в шахте к середине 1940 года комиссарское управление. Позже шахтой управлял австриец из Граца Ладислаус Франс Тренчак (Ladislaus Franz Trenczak), по инициативе которого к работе в шахте были привлечены военнопленные, а предприятие стало трудовым лагерем для военнопленных.
В январе 1943 года новым управителем шахты был назначен инженер Гюнтер Фалкенхан (Günther Falkenhahn). Вскоре на шахту были доставлены британские военнопленные, из которых была сформирована «Трудовая команда Е-562 шахты „Янина“» (Kriegsgefangenen-Arbeitskommando E-562 Janinagrube), которая была филиалом Шталага «VIII B» в Забже. Военнопленные эффективно избегали работы, в результате чего осенью 1943 года немцы превратили трудовой лагерь в «Принудительно-трудовой лагерь шахты „Янина“» (Arbeitslager Janinagrube), который входил в состав Освенцима. В этом лагере работало от 800 до 900 заключенных из разных частей Европы. Добыча угля составляла более 300 тыс. тонн в год. Накануне ликвидации лагеря в январе 1945 года в нём было заключено 853 человека.
В 1945 году шахта была национализирована и в феврале возобновила свою работу. В 1961 году началось бурение нового шахтного ствола «Янина III», в 1963 году — Южного шахтного ствола, в 1964 году — Западного. В начале 70-х годов XX века добыча угля в «Янине» составляла около 1,8 млн тонн в год, а на предприятии работало около 4 тысяч человек. В 1972 году добыча превысила 2 млн тонн, в 1978 году — 3 млн, а в 80-х годах результат колебался на уровне 3,5 млн тонн.
В 90-х годах XX века на шахте началось сокращение, особенно среди занятых на поверхности рабочих. Количество сотрудников сократились в течение первых нескольких лет тысячи человек. Также сократилось производство. В 1993 году шахта вошла в состав «Привислинской угольной компании» в городе Тыхы, а с 1 февраля 2003 года стала одной из 23 коммерческих организаций объединения «Угольная компания». Последующие преобразования привели к тому, что 1 апреля 2004 года появилось «Предприятие горнорудно-энергетической промышленности „Янина“», которое 1 июля 2005 года объединилось с «Предприятием горнорудно-энергетической промышленности „Собески Явожно III“» в «Южный угольный концерн».
В ноябре 2007 года занятость в «Янине» составила 2841 сотрудников (в том числе 1937 шахтёров, работающих под землёй). В 2006 году добыча угля составляла ок. 2,2 млн тонн в год, в 2008 году — 2,8 млн тонн. Ресурсы шахты оцениваются в свыше 841 млн тонн (20 % ресурсов Польши), прогноз эксплуатации в 2003 году указал, что «Янина» к 2207 году истощится.